# Brad Snyder
Bradley Warren Snyder es un nadador y miembro del equipo paralímpico estadounidense que compitió en los Juegos Paralímpicos de verano de 2012 en Londres y 2016 en Río de Janeiro. Ganó dos medallas de oro y una de plata en Londres y tres de oro y una de plata en Río de Janeiro. Perdió la vista por la explosión de un artefacto explosivo improvisado mientras servía en la Marina de los Estados Unidos en Afganistán. Entre los nadadores totalmente ciegos, es el poseedor del récord mundial actual para los eventos de estilo libre de 100 metros.

## Biografía
Snyder nació en Reno, Nevada hijo de Michael y Valarie Snyder. Practicó natación mientras asistía a Northeast High School en St. Petersburg, Florida. Se graduó de la Academia Naval de los Estados Unidos en 2006 con un título en arquitectura naval; mientras estuvo allí, fue capitán del equipo de natación.
Finalmente se convirtió en teniente de la Marina y sirvió en Afganistán como oficial de eliminación de artefactos explosivos. En septiembre de 2011, perdió ambos ojos después de pisar un AEI en un intento de ayudar a las víctimas de otro atentado. La explosión también le provocó laceraciones en la cara y un tímpano roto.  Posteriormente, pasó tres semanas en cuidados intensivos y luego se recuperó durante otras cinco semanas en Florida. Explicó: "Cuando estás remendando tu vida y descubriendo cómo adaptarte a la ceguera, no eres bueno en nada. Caminar fue un desafío. Cocinar. Vestirse y combinar el color es un desafío. Están todas estas cosas que no solían ser un problema y que de repente son realmente desafiantes. Me costó mucho poner la cantidad correcta de pasta de dientes en el cepillo dental porque no puedo verlo".  
Fue el orador invitado en el Navy-Marine Corps Ball 2013, celebrado en el Washington Hilton, Washington.

## Carrera
En los Warrior Games de mayo de 2012 en Colorado Springs, ganó cuatro medallas de oro en natación y tres medallas de oro en atletismo
En junio de 2012 en los Juegos Paralímpicos de Natación de Estados Unidos en Bismarck, Dakota del Norte, ganó el evento de los 400 metros estilo libre y batió su propio récord por 54 segundos. Su tiempo récord de 4: 35.62 lo convirtió en el líder mundial entre los nadadores ciegos para los 400 metros estilo libre. La carrera también le aseguró un lugar en el equipo paralímpico de Estados Unidos en los Juegos verano de 2012 realizados en Londres. Además, es el poseedor del récord mundial de 100 metros estilo libre entre atletas ciegos, elncual también obtuvo en Bismarck.
En agosto de 2012 en los Juegos Paralímpicos de Londres, ganó el oro en los 100 metros estilo libre (S11) después de establecer un récord paralímpico (57,18) en la eliminatoria preliminar. Al día siguiente, ganó una medalla de plata en los 50 m estilo libre masculino (S11) estableciendo un récord estadounidense de 25,27. Más tarde esa semana, volvió a ganar el oro en los 400 m estilo libre masculino (S11) con un tiempo de 4: 32.41, exactamente un año después del día en que perdió la vista. El Comité Olímpico de los Estados Unidos lo seleccionó como abanderado de los Estados Unidos para la Ceremonia de Clausura de los Juegos de Londres 2012.
Compitió en los Juegos Paralímpicos de 2016 en Río de Janeiro, ganando tres medallas de oro.
En 2013, se convirtió en portavoz oficial de un reloj táctil homónimo, el "Bradley". Creado por la empresa de diseño de productos Eone Timepieces, está diseñado en colaboración con usuarios con problemas de visión.

## Memorias
En 2016, escribió unas memorias junto a Tom Sileo tituladas Fire in My Eyes: An American Warrior's Journey from being Blinded on the Battlefield to Gold Medal Victory (Fuego en mis ojos: el viaje de un guerrero estadounidense desde ser cegado en el campo de batalla hasta la victoria por la medalla de oro).